# Leptosciarella nigrosetosa
Leptosciarella nigrosetosa är en tvåvingeart som först beskrevs av Freeman 1990.  Leptosciarella nigrosetosa ingår i släktet Leptosciarella, och familjen sorgmyggor. Arten är reproducerande i Sverige.